# Interstate Voter Registration Crosscheck Program
Das Interstate Voter Registration Crosscheck Program Kurz Crosscheck oder auch Kansas Project ist eine computerisierte Datenbank, welche im Dezember 2005 vom Innenminister des US-Bundesstaates Kansas Kris Kobach ins Leben gerufen wurde. Die Datenbank enthält die Wähler Registrierungen von 100 Millionen Wählern aus annähernd 30 US-Bundesstaaten. Der Zweck der Datenbank ist das Aufspüren von Wählern, die sich in mehr als in einem US-Bundesstaat in die Wählerlisten eingetragen haben. Am Programm nahmen ursprünglich die US-Bundesstaaten Kansas, Nebraska, Iowa und Missouri teil.
Die Ergebnisse dieser Datenabgleiche, welche jährlich durchgeführt werden können von den teilnehmenden Staaten abgerufen werden. Crosscheck ist nicht das einzige Projekt in den Vereinigten Staaten, welches versucht Wähler mit mehreren Registrierungen in Wählerverzeichnissen in verschiedenen Bundesstaaten festzustellen, aber das von den meisten Staaten benutzte Programm. Auch gibt es Staaten die an mehreren Projekten teilnehmen. Das Programm wird von der IT Abteilung des Staates Kansas programmiert und betreut. Crosscheck wurde in der Vergangenheit häufig kritisiert. Viele halten das jährliche Säubern der Wählerlisten aufgrund der Datenlage von Crosscheck für illegal. Besonders häufig wären Wähler aus der Gruppe der Minderheiten und Mittellose von diesen Säuberungsaktionen betroffen. Auch würden durch Crosscheck und ähnliche Programme die Wahlergebnisse bei Bundeswahlen verfälscht werden. Donald Trump hätte unter anderem durch das Crosscheck System seinen Wahlsieg errungen. Andere befürworten das Programm. Es würde Wahlbetrug erkennen und unterbinden.